# Wereldbeker veldrijden 2009-2010
De wereldbeker veldrijden 2009-2010 (officieel: UCI Cyclo-cross World Cup presented by Safety Jogger) was het zeventiende seizoen van deze wedstrijdenserie in het veldrijden. De competitie ging van start op zondag 4 oktober 2009 en eindigde op 24 januari 2010. De wereldbeker telde, in tegenstelling tot de voorgaande jaren, maar negen in plaats van tien wedstrijden. Dit kwam doordat het Zwitserse Badiquer Schmerikon moest afhaken wegens financiële problemen. De eindwinnaar werd de Tsjech Zdeněk Štybar.
De wereldbeker bestond uit de volgende categorieën:
- Mannen elite: 23 jaar en ouder
- Vrouwen elite: 17 jaar en ouder
- Mannen beloften: 19 t/m 22 jaar
- Jongens junioren: 17 t/m 18 jaar

## Mannen elite

### Kalender en podia
| Datum      | Locatie                              | Eerste        | Tweede           | Derde            | Leider in het klassement |
| ---------- | ------------------------------------ | ------------- | ---------------- | ---------------- | ------------------------ |
| 04/10/2009 | Treviso                              | Niels Albert  | Zdeněk Štybar    | Klaas Vantornout | Niels Albert             |
| 18/10/2009 | Cyclocross Pilsen, Pilsen            | Niels Albert  | Sven Nys         | Zdeněk Štybar    | Niels Albert             |
| 08/11/2009 | Nommay                               | Niels Albert  | Zdeněk Štybar    | Sven Nys         | Niels Albert             |
| 28/11/2009 | Duinencross, Koksijde                | Zdeněk Štybar | Sven Nys         | Klaas Vantornout | Niels Albert             |
| 06/12/2009 | Ziklokross Igorre, Igorre            | Zdeněk Štybar | Niels Albert     | Sven Nys         | Niels Albert             |
| 20/12/2009 | Cyclocross Kalmthout, Kalmthout      | Sven Nys      | Zdeněk Štybar    | Niels Albert     | Niels Albert             |
| 26/12/2009 | GP Eric De Vlaeminck, Heusden-Zolder | Kevin Pauwels | Niels Albert     | Sven Nys         | Niels Albert             |
| 17/01/2010 | Grand Prix Lille Métropole, Roubaix  | Zdeněk Štybar | Klaas Vantornout | Sven Nys         | Zdeněk Štybar            |
| 24/01/2010 | GP Adrie van der Poel, Hoogerheide   | Niels Albert  | Zdeněk Štybar    | Kevin Pauwels    | Zdeněk Štybar            |

De wedstrijd in Pilsen (Cyclocross Pilsen) verving de wedstrijd in Tábor (Cyclocross Tábor), waar het wereldkampioenschap plaats zou vinden. De wedstrijd in Hoogerheide verving de wedstrijd in Pijnacker.

### Eindklassement
| Pos. | Renner           | TRE | PIL | NOM | KOK | IGO | KAL | HEU | ROU | HOO | Punten | Prijzengeld |
| ---- | ---------------- | --- | --- | --- | --- | --- | --- | --- | --- | --- | ------ | ----------- |
| 1    | Zdeněk Štybar    | 70  | 65  | 70  | 80  | 80  | 70  | 50  | 80  | 70  | 635    | € 30.000    |
| 2    | Niels Albert     | 80  | 80  | 80  | 60  | 70  | 65  | 70  | 46  | 80  | 631    | € 20.000    |
| 3    | Sven Nys         | –   | 70  | 65  | 70  | 65  | 80  | 65  | 65  | 55  | 535    | € 16.000    |
| 4    | Klaas Vantornout | 65  | 50  | 39  | 65  | 60  | 60  | 48  | 70  | 60  | 517    | € 14.000    |
| 5    | Kevin Pauwels    | 36  | 60  | 60  | 42  | 38  | 19  | 80  | 40  | 65  | 440    | € 12.000    |
| 6    | Gerben de Knegt  | 48  | 42  | 42  | 48  | 48  | 42  | 60  | 50  | 48  | 428    | € 10.000    |
| 7    | Bart Aernouts    | 33  | 40  | 40  | 50  | 50  | 48  | 46  | 48  | 44  | 399    | € 9.000     |
| 8    | Erwin Vervecken  | 34  | 39  | 31  | 46  | 42  | 38  | 36  | 60  | 50  | 376    | € 8.000     |
| 9    | Francis Mourey   | 55  | 55  | 55  | 55  | 36  | 46  | –   | 30  | 34  | 366    | € 7.000     |
| 10   | Christian Heule  | 42  | 46  | 50  | 34  | 30  | 40  | 39  | 32  | 37  | 350    | € 6.000     |

### Uitslagen
| #  | Naam             | Tijd    |
| -- | ---------------- | ------- |
| 1  | Niels Albert     | 1:04.50 |
| 2  | Zdeněk Štybar    | + 0.42  |
| 3  | Klaas Vantornout | + 0.52  |
| 4  | Martin Bína      | + 1.00  |
| 5  | Francis Mourey   | + 1.04  |
| 6  | Kamil Ausbuher   | z.t.    |
| 7  | Gerben de Knegt  | z.t.    |
| 8  | Petr Dlask       | + 1.05  |
| 9  | Steve Chainel    | z.t.    |
| 10 | Christian Heule  | + 1.07  |

| #  | Naam             | Tijd    |
| -- | ---------------- | ------- |
| 1  | Niels Albert     | 1:05.13 |
| 2  | Sven Nijs        | + 0.19  |
| 3  | Zdeněk Štybar    | + 0.21  |
| 4  | Kevin Pauwels    | + 0.24  |
| 5  | Francis Mourey   | + 0.38  |
| 6  | Klaas Vantornout | + 0.56  |
| 7  | Radomír Šimůnek  | + 1.03  |
| 8  | Christian Heule  | + 1.06  |
| 9  | Enrico Franzoi   | + 1.10  |
| 10 | Gerben de Knegt  | + 1.17  |

| #  | Naam            | Tijd    |
| -- | --------------- | ------- |
| 1  | Niels Albert    | 1:00.10 |
| 2  | Zdeněk Štybar   | z.t.    |
| 3  | Sven Nijs       | + 0.09  |
| 4  | Kevin Pauwels   | + 0.15  |
| 5  | Francis Mourey  | + 0.22  |
| 6  | Christian Heule | + 0.40  |
| 7  | Martin Zlámalík | + 0.55  |
| 8  | Enrico Franzoi  | + 1.07  |
| 9  | Radomír Šimůnek | + 1.24  |
| 10 | Gerben de Knegt | + 1.25  |

| #  | Naam                | Tijd    |
| -- | ------------------- | ------- |
| 1  | Zdeněk Štybar       | 1:04.23 |
| 2  | Sven Nijs           | z.t.    |
| 3  | Klaas Vantornout    | + 0.01  |
| 4  | Niels Albert        | z.t.    |
| 5  | Francis Mourey      | + 0.03  |
| 6  | Bart Aernouts       | + 0.12  |
| 7  | Gerben de Knegt     | + 0.18  |
| 8  | Erwin Vervecken     | + 0.47  |
| 9  | Sven Vanthourenhout | + 1.11  |
| 10 | Kevin Pauwels       | + 1.28  |

| #  | Naam             | Tijd    |
| -- | ---------------- | ------- |
| 1  | Zdeněk Štybar    | 1:02.12 |
| 2  | Niels Albert     | + 0.06  |
| 3  | Sven Nijs        | + 0.33  |
| 4  | Klaas Vantornout | + 0.46  |
| 5  | Bart Wellens     | + 0.50  |
| 6  | Bart Aernouts    | + 0.59  |
| 7  | Gerben de Knegt  | + 1.03  |
| 8  | Jonathan Page    | + 1.17  |
| 9  | Radomír Šimůnek  | + 1.19  |
| 10 | Erwin Vervecken  | + 1.22  |

| #  | Naam                | Tijd    |
| -- | ------------------- | ------- |
| 1  | Sven Nijs           | 1:00.30 |
| 2  | Zdeněk Štybar       | + 0.03  |
| 3  | Niels Albert        | + 0.04  |
| 4  | Klaas Vantornout    | + 0.09  |
| 5  | Sven Vanthourenhout | + 0.16  |
| 6  | Martin Bína         | + 0.42  |
| 7  | Bart Aernouts       | + 0.50  |
| 8  | Francis Mourey      | + 0.54  |
| 9  | Bart Wellens        | + 1.05  |
| 10 | Gerben de Knegt     | + 1.09  |

| #  | Naam                  | Tijd    |
| -- | --------------------- | ------- |
| 1  | Kevin Pauwels         | 1:04.30 |
| 2  | Niels Albert          | + 0.22  |
| 3  | Sven Nijs             | + 0.33  |
| 4  | Gerben de Knegt       | + 0.38  |
| 5  | Radomír Šimůnek       | + 0.43  |
| 6  | Zdeněk Štybar         | + 0.44  |
| 7  | Klaas Vantornout      | + 0.47  |
| 8  | Bart Aernouts         | + 0.49  |
| 9  | Steve Chainel         | z.t.    |
| 10 | Dieter Vanthourenhout | + 0.58  |

| #  | Naam             | Tijd    |
| -- | ---------------- | ------- |
| 1  | Zdeněk Štybar    | 1:02.19 |
| 2  | Klaas Vantornout | + 0.08  |
| 3  | Sven Nijs        | + 0.16  |
| 4  | Erwin Vervecken  | + 0.25  |
| 5  | Bart Wellens     | + 0.38  |
| 6  | Gerben de Knegt  | + 1.00  |
| 7  | Bart Aernouts    | + 1.13  |
| 8  | Niels Albert     | + 1.32  |
| 9  | Steve Chainel    | + 1.43  |
| 10 | Enrico Franzoi   | + 1.55  |

| #  | Naam             | Tijd    |
| -- | ---------------- | ------- |
| 1  | Niels Albert     | 1:02.37 |
| 2  | Zdeněk Štybar    | + 0.07  |
| 3  | Kevin Pauwels    | z.t     |
| 4  | Klaas Vantornout | + 0.42  |
| 5  | Sven Nijs        | + 0.49  |
| 6  | Erwin Vervecken  | + 0.52  |
| 7  | Gerben de Knegt  | + 0.55  |
| 8  | Jonathan Page    | + 1.06  |
| 9  | Bart Aernouts    | + 1.22  |
| 10 | Radomír Šimůnek  | + 1.29  |

## Vrouwen elite

### Kalender en podia
| Datum      | Locatie                              | Eerste               | Tweede               | Derde                    | Leidster in het klassement |
| ---------- | ------------------------------------ | -------------------- | -------------------- | ------------------------ | -------------------------- |
| 04/10/2009 | Treviso                              | Katherine Compton    | Daphny van den Brand | Christel Ferrier-Bruneau | Katherine Compton          |
| 08/11/2009 | Nommay                               | Katherine Compton    | Marianne Vos         | Sanne van Paassen        | Katherine Compton          |
| 28/11/2009 | Duinencross, Koksijde                | Marianne Vos         | Daphny van den Brand | Katherine Compton        | Katherine Compton          |
| 20/12/2009 | Cyclocross Kalmthout, Kalmthout      | Daphny van den Brand | Marianne Vos         | Katherine Compton        | ??                         |
| 26/12/2009 | GP Eric De Vlaeminck, Heusden-Zolder | Marianne Vos         | Katherine Compton    | Daphny van den Brand     | ??                         |
| 17/01/2010 | Grand Prix Lille Métropole, Roubaix  | Kateřina Nash        | Hanka Kupfernagel    | Marianne Vos             | ??                         |
| 24/01/2010 | GP Adrie van der Poel, Hoogerheide   | Marianne Vos         | Sanne van Paassen    | Daphny van den Brand     | Daphny van den Brand       |

### Eindklassement
| Pos. | Renster                  | TRE | NOM | KOK | KAL | HEU | ROU | HOO | Punten |
| ---- | ------------------------ | --- | --- | --- | --- | --- | --- | --- | ------ |
| 1    | Daphny van den Brand     | 50  | 40  | 50  | 60  | 45  | 40  | 45  | 330    |
| 2    | Marianne Vos             | –   | 50  | 60  | 50  | 60  | 45  | 60  | 325    |
| 3    | Sanne van Paassen        | 40  | 45  | 35  | 28  | 35  | 35  | 50  | 268    |
| 4    | Katherine Compton        | 60  | 60  | 45  | 45  | 50  | –   | –   | 260    |
| 5    | Hanka Kupfernagel        | –   | 30  | 40  | 40  | 40  | 50  | 35  | 235    |
| 6    | Christel Ferrier-Bruneau | 45  | 28  | 26  | 30  | 28  | 24  | 22  | 203    |
| 7    | Caroline Mani            | 30  | 26  | 18  | 26  | 26  | 30  | 28  | 184    |
| 8    | Sanne Cant               | 22  | 24  | 28  | 35  | 30  | 18  | 19  | 176    |
| 9    | Kateřina Nash            | –   | 35  | –   | –   | –   | 60  | 40  | 135    |
| 10   | Pavla Havlíková          | 35  | 19  | 30  | 20  | –   | 14  | 13  | 131    |

Kampioenschappen:  Wereldkampioenschappen · 
 Europese kampioenschappen · 
 Belgische kampioenschappen · 
 Nederlandse kampioenschappen
Klassementen:  Wereldbeker · 
 Superprestige · 
 GvA Trofee · 
 TOI TOI Cup · 
 Challenge national
Overig:  Fidea Cyclocross Classics
1993-1994 · 1994-1995 · 1995-1996 · 1996-1997 · 1997-1998 · 1998-1999 · 1999-2000 · 2000-2001 · 2001-2002 · 2002-2003 · 2003-2004 · 2004-2005 · 2005-2006 · 2006-2007 · 2007-2008 · 2008-2009 · 2009-2010 · 2010-2011 · 2011-2012 · 2012-2013 · 2013-2014 · 2014-2015 · 2015-2016 · 2016-2017 · 2017-2018 · 2018-2019 · 2019-2020 · 2020-2021 · 2021-2022 · 2022-2023 · 2023-2024 · 2024-2025